# Prosciurillus rosenbergii
Prosciurillus rosenbergii — вид гризунів родини Sciuridae. Він є ендемічним для вулканічних островів Сангір (де вони є єдиними вивірками) в Індонезії, розташованих трохи північніше екватора в морі Целебес, між індонезійським островом Сулавесі та островом Мінданао на Філіппінах.

## Спосіб життя
На головному острові Сангіхе вид зустрічається переважно в первинних лісах, але також може зустрічатися в антропогенно впливаних районах та культурних лісах.

## Характеристики
P. rosenbergii досягає довжини голови та тіла приблизно 19 сантиметрів. Хвіст має приблизно 18 сантиметрів завдовжки, майже стільки ж, скільки й решта тіла. Колір спини тварин насичений каштаново-коричневий, низ — від коричнево-сірого до піщано-коричневого, а хвіст чорний. Цей вид можна відрізнити від інших вивірок такого ж розміру за повною відсутністю пучків на вухах, плям на шиї та середньої лінії спини.